# بیشه‌گردها
بیشه‌گردها (نام علمی: Herpsilochmus) نام یک سرده از تیره مورچه‌مرغ است.
به اعضای این سرده، آلاگزنه‌ای‌های الیکایی‌مانند نیز گفته‌اند.